# Gregório o Cantor

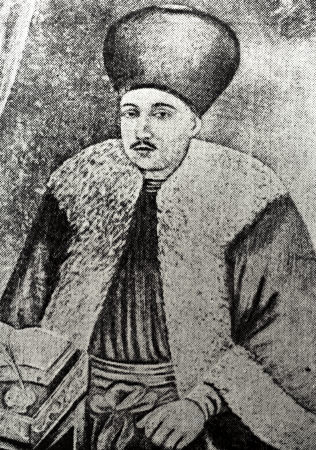
Gravura de Gregório o Cantor

Gregório o Cantor, Bizâncio (em grego koiné: Γρηγόριος Πρωτοψάλτης ὁ Βυζάντιος, transl.: Grēgórios Prōtopsáltēs ho Byzántios), nascido Grēgórios Leuítēs (em grego koiné: Γρηγόριος Λευίτης)) Constantinopla, c. 1778? - Constantinopla, 23 de dezembro de 1821) foi um músico grego do Império Otomano, e Arconte Protopsaltes da Grande Igreja de Cristo de 1819 a 1822.

## Biografia
Grēgórios Leuítēs nasceu em Constantinopla, filho de um presbítero da Igreja Ortodoxa de Constantinopla. Certas tradições dizem que teria nascido no mesmo dia em que Pedro Peloponésio morreu, o que poria seu nascimento em 1778, ou talvez 1777. Quando jovem, gostava de visitar a Igreja Apostólica Armênia para melhor compreender seu canto, e aprendeu armênio. Foi alfabetizado no metóquio local do Mosteiro de Santa Catarina por um arquimandrita cretense chamado Jeremias. Teve por professores Jorge de Creta, Pedro Bizâncio e Tiago Peloponésio, e, durante o período de Manuel Bizâncio como Arconte Protopsaltes da Grande Igreja de Cristo, Gregório era ou já doméstico, ou mesmo Arconte Lampadário. Entre 1800 e 1805, Gregório foi casado e teve filhos. Em 1814, começou a trabalhar com Crisanto de Mádito e Curmúzio o Arquivista para a reforma do octoeco, iniciando o período do octoeco neobizantino, contribuindo especialmente com a compreensão de escalas e paracordes. Escreveu ao menos vinte manuscritos de 1815 a 1820, entre composições sacras próprias, exposições de músicas anteriores e canções populares.
Em 22 de junho de 1819, um dia após a morte de Manuel, Gregório tornou-se Arconte Protopsaltes da Grande Igreja de Cristo, posição mais prestigiosa de músicos na Igreja de Constantinopla. Gregório tinha uma amizade íntima com São Gregório V de Constantinopla, sendo que a última Páscoa em que um cantou foi a mesma em que o outro foi martirizado. Faleceu em Constantinopla em 23 de dezembro de 1821.